# Ogniwo rtęciowe
Ogniwo rtęciowe – ogniwo galwaniczne, w którym elektrodą ujemną jest zwykle cynk, elektrodą dodatnią tlenek rtęci(II) – w niektórych ogniwach z dodatkiem ditlenku manganu MnO2, a elektrolitem roztwór wodorotlenku potasu.

## Historia
W 1942 Samuel Ruben opracował zrównoważone ogniwo rtęciowe, które było przydatne do zastosowań militarnych, takich jak wykrywacze metali czy krótkofalówki. Zaletą tego ogniwa była długa żywotność (nawet do 10 lat) oraz stabilne napięcie wyjściowe. Po II wojnie światowej ogniwa te były wykorzystywane w przenośnych urządzeniach elektronicznych, takich jak rozruszniki serca oraz aparaty słuchowe. Obecnie sprzedaż tych baterii jest zakazana, ze względu na zawartość toksycznej rtęci oraz troskę o środowisko.

## Właściwości
Znamionowe napięcie ogniw rtęciowych wynosi 1,35 V i jest w względnie stabilne.  Jednak po rozładowaniu szybko spada. Napięcie utrzymuje się w granicach 1% przez kilka lat przy lekkim obciążeniu i w szerokim zakresie temperatur, dzięki czemu baterie rtęciowe są przydatne jako napięcie odniesienia w przyrządach elektronicznych i światłomierzach fotograficznych. Teoretyczna gęstość energii wynosi 80-120 Wh/kg.

## Wycofanie ogniw z rynku
Dyrektywa 91/157/EWG, gdy została przyjęta przez państwa członkowskie, zakazywała niektórych typów baterii zawierających więcej niż 25 mg rtęci lub 0,025% wagi w przypadku baterii alkalicznych. W 1998 rozszerzono zakaz na ogniwa zawierające wagowo więcej niż 0,005% rtęci.